# Meromyzobia melanosoma
Meromyzobia melanosoma är en stekelart som beskrevs av Gordh 1987. Meromyzobia melanosoma ingår i släktet Meromyzobia och familjen sköldlussteklar. Inga underarter finns listade i Catalogue of Life.